# 22e groupe de reconnaissance de division d'infanterie
Le 22e groupe de reconnaissance de division d'infanterie (22e GRDI) est une unité française créée en 1939 et rattachée à la 28e division d'infanterie alpine.

## Historique
Il est créé en 1939 par le 9e régiment de cuirassiers et le centre mobilisateur de cavalerie no 14 de Lyon et de Vienne. Il est rattaché à la 28e division d'infanterie alpine.
Pendant la Drôle de guerre, il constitue un Groupe franc qui combat dans des accrochages à Wingen le 26 novembre 1939 et à Sidelsdorf le lendemain.
Entre le 5 et le 8 juin 1940, il défend le canal de l'Ailette à Couvrelles. Puis il forme l'arrière garde de la division en couvrant son repli au sud de l'Aisne. Il participe ensuite à la contre-attaque sur le Mont-de-Soissons avec le 20e GRDI. Il combattra jusqu'à la fin de la campagne, notamment lors d'engagements violents et meurtriers à Coincy dans l'Aisne et participe à la défense du pont de Pouilly sur la Loire, le 17 juin 1940, avant de se replier sur Sancerre dans le Cher.
Il sera dissous le 31 juillet 1940.

## Ordre de Bataille

Patte de col du.

- Commandant : chef d'escadron Cottin puis chef d'escadron de Bazelaire de Boucheporn à partir du 13 janvier 1940[1]
- Adjoint : capitaine de Kesling puis capitaine Charlois à partir de mars 1940[1]
- Escadron Hors Rang : capitaine Boissonnet puis capitaine de Kesling à partir de mars 1940[1]
- Escadron Hippomobile : capitaine de la Grange puis capitaine Bernard à partir de mars 1940[1]
- Escadron Motorisé : capitaine Charlois puis capitaine de Bertillat à partir de mars 1940[1]
- Escadron de mitrailleuses et de Canons de 25 antichar : capitaine Berna[1]

## Insigne

Dessin de l'insigne de 1942 du.

L'insigne représente les armes de la ville de Lyon et celles de la Savoie accolée. Il a été conçu en 1942.